# Star Crystal
Star Crystal (Galaxia Morții) este un film SF american din 1986 regizat de Lance Lindsay. În rolurile principale joacă actorii C. Juston Campbell, Faye Bolt, John W. Smith, Taylor Kingsley, Marcia Linn.

## Prezentare
Acțiunea filmului are loc în anul 2032, când misiuni spațiale de pe Pământ sunt trimise să exploreze planeta Marte. După ce două grupuri de astronauți sunt ucise în mod misterios după ce descoperă artefacte ciudate pe suprafața marțiană, echipajul de SC-37 se duce pe Marte pentru a încerca să afle ce s-a întâmplat. Aceștia află repede ce au pățit predecesorii lor, după ce un monstru din spațiu însetat de sânge începe să urmărească membrii echipajului.

## Actori
- C. Juston Campbell este Roger Campbell
- Faye Bolt este Dr. Adrian Kimberly
- John W. Smith este Cal (ca John Smith)
- Taylor Kingsley este Sherrie Stevens
- Marcia Linn este Lt. Billi Lynn
- Eric Moseng
- Thomas William
- Don Kingsley
- Robert Allen
- Emily Longstreth
- Lisa Goulian
- Charles Linza